# NGC 4741
NGC 4741 é uma galáxia espiral (Sc) localizada na direcção da constelação de Canes Venatici. Possui uma declinação de +47° 40' 18" e uma ascensão recta de 12 horas, 50 minutos e 59,4 segundos.
A galáxia NGC 4741 foi descoberta em 9 de Março de 1788 por William Herschel.